# Жендковиці
Жендковиці (пол. Rzędkowice) — село в Польщі, у гміні Влодовиці Заверцянського повіту Сілезького воєводства.
Населення — 528 осіб (2011).
У 1975-1998 роках село належало до Ченстоховського воєводства.

## Демографія
Демографічна структура станом на 31 березня 2011 року:
|          | Загалом | Допрацездатний вік | Працездатний вік | Постпрацездатний вік |
| -------- | ------- | ------------------ | ---------------- | -------------------- |
| Чоловіки | 259     | 48                 | 185              | 26                   |
| Жінки    | 269     | 57                 | 159              | 53                   |
| Разом    | 528     | 105                | 344              | 79                   |